# المتتبع القمري كوريا باثفايندر
المتتبع القمري كوريا باثفايندر هي مركبة مدارية قمرية مخطط لها من قبل المعهد الكوري لأبحاث الفضاء.من المخطط إطلاق المهمة في أغسطس 2022.